# Alfons Mels-Colloredo
Alfons Maria Josef Romeo (Graf von) Mels-Colloredo (* 15. November 1894 in der Stadt Salzburg; † 16. Juni 1975 ebenda) war ein hochrangiger Salzburger Verwaltungsbeamter und erster Landrat von Traunstein nach dem Zweiten Weltkrieg.

## Leben
Alfons Mels-Colloredo war der Sohn des Konzertmeisters am Mozarteum Romeo Josef Adolf Graf von Mels-Colloredo (1862–1922) und seiner Frau Emilie, geborene Pacher (1866–1906).
Am 3. Jänner 1918 begann Mels-Colloredo seine Tätigkeit als Konzeptsbeamter bei der Salzburger Landesregierung. 1923 wurde er zur Bezirkshauptmannschaft Salzburg-Umgebung versetzt, der er zehn Jahre angehörte.
Mels-Colloredo war in der Folge von 1933 bis 1938 Bezirkshauptmann von Tamsweg. Er ersetzte dort nach Vorschlag der Vaterländischen Front den Nationalsozialisten Arthur Pfungen.
Während des Zweiten Weltkrieges wurde er ins Altreich versetzt und war ab 1941 im bayerischen Staatsdienst. So wurde er am 8. Mai 1945 durch die amerikanische Militärregierung unter dem Namen Alfons Graf Mels-Colloredo als Landrat im oberbayerischen Landkreis Traunstein eingesetzt. Im August 1946 wurde er als Landrat abgelöst.
Von 1946 bis 1960 war er dann wieder in Österreich als Bezirkshauptmann von Tamsweg tätig und ging dann in den Ruhestand.

## Ehrungen
Für seine Tätigkeit bei der Bezirkshauptmannschaft hatte der damals noch junge Beamte bereits vor dem Zweiten Weltkrieg das Ehrenzeichen für Verdienste um die Republik Österreich erhalten. Er wurde nach dem Krieg als Bezirkshauptmann von Tamsweg mit dem Titel Wirklicher Hofrat geehrt.
Im Jahr 1960 wurde er von allen Lungauer Gemeinden zum Ehrenbürger ernannt, weil er sich um die Aufwärtsentwicklung des Lungaues besonders verdient gemacht hatte.

## Familie
Alfons Mels-Colloredo hatte mit seiner Frau Adele, geborene Schanil (* 24. Oktober 1898 in Wörgl, Tirol) den Sohn Consuelo (1924–1985), der als Maler und Bildhauer wirkte.

## Quelle
- Salzburger Nachrichten, 2. Jänner 1958, Seite 3.